# 赫倫島
赫倫島（英語：Heron Island）是位於澳大利亞昆士蘭州大堡礁的一個珊瑚島，靠近南回歸線，位於昆士蘭州首府布里斯班北北西460 km（290 mi）處。赫倫島有著豐富的生物多樣性。在這裡發現了在大堡礁棲息的1500種魚類的約900種，以及大堡礁72%的珊瑚種類。在夏季，赫倫島還棲息有超過20萬只鳥類。島嶼全長約800米，最寬處有約300米。

## 外部連結
- Heron Island Research Station （页面存档备份，存于）
- EPA/QPWS: Capricornia Cays National Park
- Tide Table for Heron Island
- Heron Island History （页面存档备份，存于）, Sydney Morning Herald, 8 February 2004
- Heron Island, Great Barrier Reef, Australia. Shore and Beach, 2006, 74:2 17–18 （页面存档备份，存于）